# Contrasenya d'un sol ús
Una contrasenya d'un sol ús, genèricament OTP (de l'anglès One-Time Password) i, també coneguda com a contrasenya dinàmica, és una contrasenya que només és vàlida per a una sessió o transacció d'inici de sessió, en un sistema informàtic o un altre dispositiu digital. L'avantatge més important que tracten les contrasenya d'un sol ús, és que, a diferència de les contrasenyes estàtiques, no són vulnerables als atacs de repetició. Això vol dir que un intrús potencial que aconsegueixi gravar una contrasenya d'un sol ús que ja s'ha utilitzat per iniciar sessió en un servei o per realitzar una transacció no la podrà utilitzar, ja que deixarà de ser vàlida.